# Якоб Ханибал III Фридрих фон Хоенемс
Якоб Ханибал III Фридрих фон Хоенемс (на немски: Jakob Hannibal III Friedrich von Hohenems in Schellenberg; * 7 март 1653; † 12 август или 14 август 1730, Виена) е граф от стария род Хоенемс-Вадуц в Шеленберг в Западна Австрия. Господарите фон Емс са древен и рицарски благороднически род във Форарлберг. Когато братът на една жена фон Емс през 1559 г. е избран за папа Пий IV, неговите племенници получават през 1560 г. титлата имперски граф фон Хоенемс.

## Биография
Той е вторият син на граф Франц Вилхелм I фон Хоенемс във Вадуц и Шеленберг († 1662) и съпругата му ланграфиня Катарина Елеонора фон Фюрстенберг (1630 – 1676), дъщеря на граф Вратислав I фон Фюрстенберг (1584 – 1631) и контеса Лавиния Мария Текла Гонзага ди Новелара (1607 – 1639). По-големият му брат е граф Фердинанд Карл Франц фон Хоенемс във Вадуц и Шеленберг (1650 – 1686). По-малкият му брат е граф Франц Вилхелм II фон Хоенемс (1654 – 1691).
След ранната смърт на баща му император Леополд I дава регентството на майка му и чичо му Карл Фридрих фон Хоенемс (1622 – 1675). Якоб и братята му посещават латинското училище на йезуитите във Фелдкирх. На 12 ноември 1669 г. той се записва с по-големия му брат Фердинанд Карл да следва в университета в Залцбург.
След смъртта на чичо му Карл Фридрих на 20 октомври 1675 г. 12-десетгодишният му брат Фердинанд Карл поема сам управлението и прахосва богатството. Якоб Ханибал III го обвинява пред императора. На 22 юни 1684 г. графът е свален, арестуван и осъден да върне ограбеното на жертвите си и остава затворен до края на живота си. След смъртта на брат му през 1686 г. императорът остава управлението на графствата на княжеския абат Руперт фон Бодман. Якоб Ханибал III два пъти не успява да си върне графствата, понеже императорът го счита също за виновен.
Якоб Ханибал III продава през 1699 г. господството Шеленберг на Йохан Адам I Андреас фон Лихтенщайн за 115 000 гулдена. През 1710 г. той купува от Йохан Адам I графството Бистрау в Бохемия за 234 000 гулдена. Понеже няма толкова пари той продава през 1712 г. също графството Вадуц на Лихтенщайните за 290 000 гулдена. Якоб Ханибал III напуска долината на Рейн и остатъка от живота си прекарва в Бохемия и Австрия. Той става камерхер във Виенския двор, първо на майката на император Франц I Стефан, Елизабет Шарлота, след това на Мария Магдалена, сестрата на император Карл VI.
На 23 януари 1719 г. император Карл VI обединява графството Вадуц и господството Шеленберг и ги издига на имперско княжество с името „Лихтенщайн“. Якоб Ханибал III умира на 77 години на 12/ 14 август 1730 г. във Виена и е погребан в Бистрау в Бохемия.

## Фамилия
Якоб Ханибал III Фридрих фон Хоенемс се жени 1676 г. за фрайин Амилия фон Шауенщайн (* 1652; † 20 април 1734), дъщеря на фрайхер Юлиус Адолф фон Шауенщайн. Те имат децата:
- Йозеф Леополд фон Хоенемс († млад)
- Херман Фердинанд Бонавентура Йохан Карл фон Хоенемс (* ок. 1678; † 20 януари 1691)
- Емилия Антония Каролина фон Хоенемс (* ок. 1680; † 10 декември 1752, Манхайм), омъжена 1703 г. за Йохан Кристоф Адам Фьолин фон Фрикенхаузен-Хоенраунау (* 4 октомври 1668; † 27 април 1731/5 октомври 1734), син на фрайхер Ханс Албрехт Фьолин фон Фрикенхаузен-Илертисен (1629; † 7 юли 1693)
- Франциска Елеонора Катарина фон Хоенемс (* ок. 1682; † млада)
- Мария Анна фон Хоенемс (* 1684)
- Франц Вилхелм Рудолф фон Хоенемс-Бистрау (* 10 декември 1686, Вадуц; † 21 април 1756, Брюн), фрайхер на Бистрау, женен I. на 9 юни 1718 г. за Лидия де Хотфор-Сурвил (* 17 януари 1694; † 1715, Хоенемс), II. на 9 юни 1718 г. за фрайин Мария Анна Маргарета фон Турн-Валсасина (* 22 октомври 1694; † 2 май 1730), III. 1733 г. за Франциска Романа де Ла Роше (* ок. 1712; † 20 август 1752) и има с нея две дъщери
- Бартоломеус Улрих Якоб Ханибал фон Хоенемс († 1 март 1692)